# Нижний Нольдур
Нижний Нольдур (мар. Осыпъял) — деревня в Куженерском районе Республики Марий Эл. Входит в состав Юледурского сельского поселения.

## География
Находится в северо-восточной части республики Марий Эл на расстоянии приблизительно 20 км на восток-северо-восток от районного центра посёлка Куженер.

## История
В 1859 году деревня Нижний Нольдур была починком, в котором было 14 дворов, проживало 56 марийцев. В 1949 году в деревне было 20 дворов, жителей — 87 человек. В 2005 году в деревне имелось 14 домов. В советское время работал колхоз «У Нольдур», им. Ворошилова и «Пеледыш».

## Население
Население составляло 46 человек (мари 96 %) в 2002 году, 53 в 2010.